# Communauté d'agglomération des Hauts-de-Bièvre
La Communauté d'agglomération des Hauts-de-Bièvre est une ancienne structure intercommunale française située dans les départements des Hauts-de-Seine et de l'Essonne en région Île-de-France. 
Elle est dissoute depuis le 31 décembre 2015, compte tenu de la création de l'Établissement public territorial Vallée Sud Grand Paris le 1er janvier 2016, dans le cadre de la mise en place de la métropole du Grand Paris .

## Histoire
La Communauté d'agglomération des Hauts-de-Bièvre a été créée le 31 décembre 2002 par arrêté des préfets des Hauts-de-Seine et de l'Essonne en date du 23 octobre 2002 avec date d'effet au 31 décembre 2002, faisant suite aux votes exprimés par les communes d'Antony, Bourg-la-Reine, Châtenay-Malabry, Le Plessis-Robinson, Sceaux et Wissous après l'arrêté inter-préfectoral du 9 juillet 2002 en vue de la création de cette communauté.
La commune de Verrières-le-Buisson vote en 2003 son rattachement à la Communauté d'agglomération, rattachement effectif le 1er janvier 2004. C'est la première communauté des Hauts-de-Seine, dernier département à expérimenter l'intercommunalité à fiscalité propre. 
Depuis 2009, elle était représentée au sein de la commission locale d'information auprès du CEA de Fontenay-aux-Roses. En 2010 l’intercommunalité adhère au syndicat mixte Paris Métropole.
Elle est dissoute le 31 décembre 2015, compte tenu de la création de la Métropole du Grand Paris le 1er janvier 2016 : les communes altoséquanaises rejoignent alors l'établissement public territorial Vallée Sud Grand Paris, les communes essonniennes de Wissous et Verrières ayant rejoint la communauté d'agglomération Communauté Paris-Saclay, créée à la même date.

## Géographie

### Situation
| Type d'occupation           | Pourcentage | Superficie (en hectares) |
| --------------------------- | ----------- | ------------------------ |
| Espace urbain construit     | 55,3 %      | 2 426,21                 |
| Espace urbain non construit | 14,3 %      | 626,63                   |
| Espace rural                | 30,4 %      | 1 334,46                 |
| Source : Iaurif             |             |                          |

La communauté d'agglomération des Hauts-de-Bièvre était située au sud-est du département des Hauts-de-Seine et à l'extrême nord du département de l'Essonne. 
Son altitude variait entre quarante-trois mètres à Bourg-la-Reine et cent soixante-quatorze mètres à Verrières-le-Buisson.

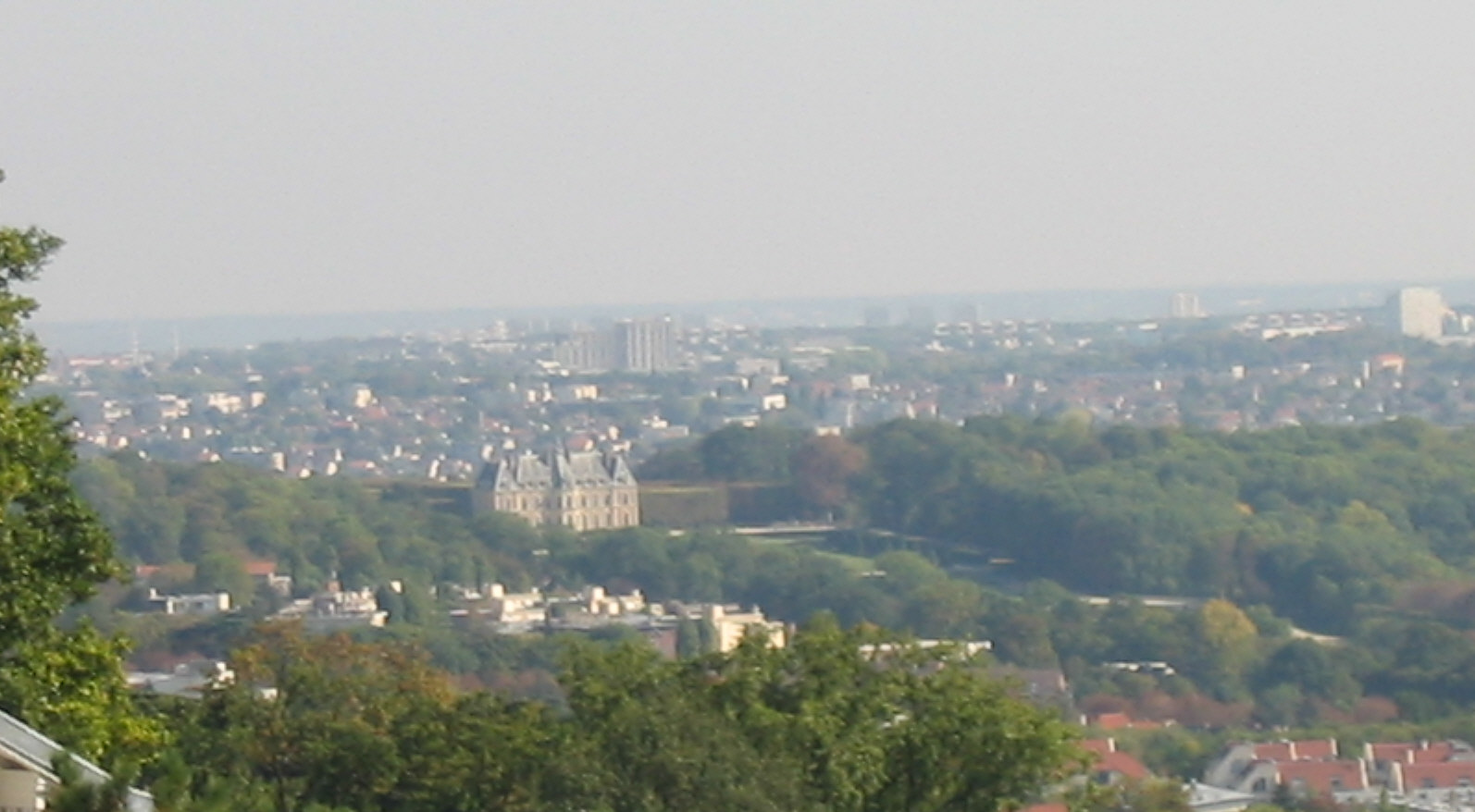
Vue de Sceaux des hauteurs de Robinson.

### Composition
La communauté d'agglomération des Hauts-de-Bièvre regroupait sept communes :
| Nom                      | Code Insee | Gentilé        | Superficie (km2) | Population (dernière pop. légale) | Densité (hab./km2) |
| ------------------------ | ---------- | -------------- | ---------------- | --------------------------------- | ------------------ |
| Châtenay-Malabry (siège) | 92019      | Châtenaisiens  | 6,38             | 33 067 (2014)                     | 5 183              |
| Antony                   | 92002      | Antoniens      | 9,56             | 61 603 (2014)                     | 6 444              |
| Bourg-la-Reine           | 92014      | Réginaburgiens | 1,86             | 19 881 (2014)                     | 10 689             |
| Le Plessis-Robinson      | 92060      | Robinsonnais   | 3,43             | 28 911 (2014)                     | 8 429              |
| Sceaux                   | 92071      | Scéens         | 3,60             | 19 520 (2014)                     | 5 422              |
| Verrières-le-Buisson     | 91645      | Verriérois     | 9,91             | 15 711 (2014)                     | 1 585              |
| Wissous                  | 91689      | Wissoussiens   | 9,11             | 7 661 (2014)                      | 841                |

### Démographie
| 1968 | 1975 | 1982 | 1990 | 1999    | 2006    | 2007    | 2010    | 2012    |
| ---- | ---- | ---- | ---- | ------- | ------- | ------- | ------- | ------- |
| -    | -    | -    | -    | 170 841 | 175 535 | 177 160 | 182 477 | 184 589 |

### Pyramide des âges
| Hommes | Classe d’âge | Femmes |
| ------ | ------------ | ------ |
| 0,4    | 90 ans ou +  | 1,0    |
| 5,0    | 75 à 89 ans  | 8,0    |
| 10,6   | 60 à 74 ans  | 11,3   |
| 18,3   | 45 à 59 ans  | 18,8   |
| 24,4   | 30 à 44 ans  | 23,2   |
| 20,5   | 15 à 29 ans  | 19,5   |
| 20,8   | 0 à 14 ans   | 18,2   |

| Hommes | Classe d’âge | Femmes |
| ------ | ------------ | ------ |
| 0,5    | 90 ans ou +  | 1,1    |
| 6,0    | 75 à 89 ans  | 9,5    |
| 11,0   | 60 à 74 ans  | 12,7   |
| 19,8   | 45 à 59 ans  | 19,9   |
| 21,4   | 30 à 44 ans  | 20,5   |
| 21,3   | 15 à 29 ans  | 18,9   |
| 20,0   | 0 à 14 ans   | 17,5   |

| Hommes | Classe d’âge | Femmes |
| ------ | ------------ | ------ |
| 0,3    | 90 ans ou +  | 0,8    |
| 4,4    | 75 à 89 ans  | 6,7    |
| 11,3   | 60 à 74 ans  | 11,9   |
| 19,9   | 45 à 59 ans  | 20,0   |
| 21,9   | 30 à 44 ans  | 21,4   |
| 20,6   | 15 à 29 ans  | 19,2   |
| 21,7   | 0 à 14 ans   | 20,0   |

## Organisation

### Siège
Le siège de l'intercommunalité était l'hôtel-de-Ville d'Antony.

### Élus
La communauté d'agglomération des Hauts-de-Bièvre était gérée par cinquante-trois délégués désignés par les conseils municipaux respectifs répartis entre dix-huit pour Antony, neuf pour Châtenay-Malabry, sept pour Le Plessis-Robinson, six pour Bourg-la-Reine et Sceaux, cinq pour Verrières-le-Buisson et deux pour Wissous, lesquels composent le conseil communautaire. 

### Liste des présidents
| Période | Période | Identité          | Étiquette | Qualité |
| ------- | ------- | ----------------- | --------- | --- |
| 2002    | 2005    | Patrick Devedjian | UMP       | Avocat Adjoint au maire d'Antony Ministre |
| 2005    | 2015    | Georges Siffredi  | UMP       | Maire de Châtenay-Malabry (1995 → ) Conseiller général puis départemental de Châtenay-Malabry (2011 → ) Député des Hauts-de-Seine (2002 → 2005 et 2009 → 2010) Vice-président de la métropole du Grand Paris (2016 → ) |

### Compétences
La communauté exerçait les compétences qui lui avaient été transférées par les communes membres, dans les conditions définies par le code général des collectivités territoriales. Il s'agissait notamment de :
- la collecte et le traitement des ordures ménagères ;
- l'aménagement et l'entretien des réseaux d'assainissement et des réseaux d'évacuation des eaux pluviales;
- la coordination des transports en commun, et notamment la gestion du réseau de Bus « Paladin » ;
- le suivi des grandes opérations d'infrastructures (gares RER...) ;
- le pilotage de la politique de l'habitat dans le domaine du logement social, des logements étudiants, et du parc privé ;
- le pilotage du développement économique du territoire (aménagement de zones d'activités, promotion du territoire, accueil des entreprises et de leurs salariés, aide à la création d'entreprises...) ;
- l'emploi avec Emploi Hauts-de-Bièvre[11] : aide à la recherche (atelier CV, lettre de motivation, simulation des entretiens, ateliers informatiques...), aide au recrutement des entreprises, à la formation des salariés;
- la culture avec les théâtres situés sur le territoire des Hauts-de-Bièvre : Les Gémeaux à Sceaux, le théâtre Firmin Gémier - La Piscine à Antony et Châtenay-Malabry, le théâtre des Coteaux au Plessis-Robinson, le centre culturel Saint Exupéry à Wissous ;
- l'enseignement de la musique, de la danse et des arts plastiques, avec les conservatoires Darius-Milhaud d'Antony[12], de Bourg-la-Reine et Sceaux[13], de Châtenay-Malabry[14], de Verrières-le-Buisson[15] et de Wissous[16] ;
- le sport, avec les piscines déclarées d'intérêt communautaire : la piscine des Blagis à Sceaux[17], la piscine des Iris[18] et Lionel Terray[19] à Antony, la piscine du Hameau au Plessis-Robinson[20].

### Régime fiscal et budget
La communauté d'agglomération était financée par la fiscalité professionnelle unique (FPU), qui a succédé a la Taxe professionnelle unique (TPU), et qui assurait une péréquation fiscale entre les communes regroupant de nombreuses entreprises et les communes résidentielles.
| Postes                                             | 2007         | 2008         | 2009         | 2010         | 2011         | 2012         |
| -------------------------------------------------- | ------------ | ------------ | ------------ | ------------ | ------------ | ------------ |
| Produits de fonctionnement                         | 34 595 000 € | 41 789 000 € | 49 616 000 € | 53 166 000 € | 55 649 000 € | 62 612 000 € |
| Charges de fonctionnement                          | 31 074 000 € | 37 376 000 € | 45 092 000 € | 48 284 000 € | 50 777 000 € | 52 062 000 € |
| Ressources d’investissement                        | 8 599 000 €  | 25 349 000 € | 26 872 000 € | 29 613 000 € | 22 522 000 € | 34 194 000 € |
| Emplois d’investissement                           | 8 017 000 €  | 24 011 000 € | 24 355 000 € | 32 725 000 € | 29 452 000 € | 34 459 000 € |
| Dette                                              | 15 381 000 € | 21 193 000 € | 33 323 000 € | 43 477 000 € | 53 993 000 € | 66 067 000 € |
| Source : Ministère de l’Économie et des Finances,. |              |              |              |              |              |              |

### Identité visuelle
La communauté d'agglomération des Hauts-de-Bièvre s'est dotée d'un logotype.

Ancien logo
Logo en 2015

## Pour approfondir